# Biz Mackey
James Raleigh Mackey, detto Biz (Eagle Pass, 27 luglio 1897 – Los Angeles, 22 settembre 1965), è stato un giocatore di baseball statunitense che ha giocato nel ruolo di ricevitore nelle Negro League. È stato introdotto nella National Baseball Hall of Fame nel 2006.

## Carriera
Mackley giocò nelle Negro League per gli Indianapolis ABC's (1920–22), i New York Lincoln Giants (1920), gli Hilldale Daisies (1923–31), i Philadelphia Royal Giants (1925), i Philadelphia Stars (1933–35), i Washington e Baltimore Elite Giants (1936–39) e i Newark Dodgers/Eagles (1935, 1939–41, 1945–47, 1950).
Considerato il miglior ricevitore nero negli anni venti e all'inizio degli anni trenta, eccelse grazie a una difesa sopra la media e grazie a un forte braccio, oltre a tenere un'alta media battuta. È tra i leader di tutti i tempi delle Negro League per basi totali, punti battuti a casa e media bombardieri. Ebbe otto stagioni consecutive in cui batté con almeno .308, inclusa una da .423 nel 1923 con Hillsdale che portò alla vittoria del pennant. Per due volte vinse le Colored World Series, nel 1925 con Hillsdale e nel 1946 con Newark. Si ritirò dopo la stagione 1950.